# 61. ceremonia wręczenia nagród Grammy
61. ceremonia wręczenia nagród Grammy, prestiżowych amerykańskich nagród muzycznych wręczanych przez Narodową Akademię Sztuki i Techniki Rejestracji (NARAS), odbyła się 10 lutego 2019 roku w hali widowiskowej Staples Center w Los Angeles. Jej transmisja na żywo odbyła się na antenie stacji telewizyjnej CBS. Gospodarzem ceremonii była amerykańska piosenkarka Alicia Keys. W trakcie gali zostały rozdane honoraria dla muzyków za ich osiągnięcia w przedziale od 1 października 2017 do 30 września 2018.
Nominacje do 61. edycji Grammy miały zostać ogłoszone 5 grudnia 2018 roku, ale zostały przesunięte na piątek, 7 grudnia 2018 roku ze względu na śmierć i pogrzeb państwowy byłego prezydenta George’a H.W. Busha. Najwięcej nominacji (osiem) otrzymał Kendrick Lamar.
Dwa dni przed główną ceremonią Dolly Parton została uhonorowana nagrodą MusiCares Person of the Year.
Najwięcej statuetek, po cztery, zdobyli Childish Gambino oraz Kacey Musgraves. Po trzy nagrody trafiły do Lady Gagi, Brandi Carlile, Johna Daversa i Ludwig Göranssona.

## Występy
- Camila Cabello
- Cardi B
- Dan + Shay
- Kacey Musgraves
- Janelle Monáe
- Post Malone
- Shawn Mendes
- Miley Cyrus
- Lady Gaga i Mark Ronson
- Diana Ross

## Nagrody

### Obszar generalny
Lista składa się ze wszystkich nominowanych, a zwycięzcy są pogrubieni.
Nagranie roku
- Childish Gambino – „This Is America”
  - Cardi B – „I Like It”
  - Brandi Carlile – „The Joke”
  - Drake – „God’s Plan”
  - Lady Gaga & Bradley Cooper – „Shallow”
  - Kendrick Lamar & SZA – „All the Stars”
  - Post Malone feat. 21 Savage – „Rockstar”
  - Zedd, Maren Morris i Grey – „The Middle”

Album roku
- Kacey Musgraves – Golden Hour
  - Cardi B – Invasion of Privacy
  - Brandi Carlile – By the Way, I Forgive You
  - Drake – Scorpion
  - H.E.R. – H.E.R.
  - Post Malone – Beerbongs & Bentleys
  - Janelle Monáe – Dirty Computer
  - Różni artyści – Black Panther: The Album

Piosenka roku
- Childish Gambino – „This Is America”
  - Kendrick Lamar & SZA – „All the Stars”
  - Ella Mai – „Boo’d Up”
  - Drake – „God’s Plan”
  - Shawn Mendes – „In My Blood”
  - Brandi Carlile – „The Joke”
  - Zedd, Maren Morris & Grey – „The Middle”
  - Lady Gaga & Bradley Cooper – „Shallow”

Najlepszy nowy artysta
- Dua Lipa
  - Chloe x Halle
  - Luke Combs
  - Greta Van Fleet
  - H.E.R.
  - Margo Price
  - Bebe Rexha
  - Jorja Smith

### Pop
Najlepszy występ pop solowy
- „Joanne (Where Do You Think You’re Goin’?)” – Lady Gaga
  - „Colors” – Beck Hansen
  - „Havana (Live)” – Camila Cabello
  - „God Is a Woman” – Ariana Grande
  - „Better Now” – Post Malone

Najlepszy występ grupy popowej
- „Shallow” – Lady Gaga & Bradley Cooper
  - „Fall in Line” – Christina Aguilera featuring Demi Lovato
  - „Don’t Go Breaking My Heart” – Backstreet Boys
  - „'S Wonderful” – Tony Bennett & Diana Krall
  - „Girls Like You” – Maroon 5 featuring Cardi B
  - „Say Something” – Justin Timberlake featuring Chris Stapleton
  - „The Middle” – Zedd, Maren Morris i Grey

Najlepszy popowy album tradycyjny
- My Way – Willie Nelson
  - Love Is Here to Stay – Tony Bennett & Diana Krall
  - Nat King Cole & Me – Gregory Porter
  - Standards (Deluxe) – Seal
  - The Music...The Mem’ries...The Magic! – Barbra Streisand

Najlepszy album popowy
- Sweetener – Ariana Grande
  - Camila – Camila Cabello
  - Meaning of Life – Kelly Clarkson
  - Shawn Mendes – Shawn Mendes
  - Beautiful Trauma – P!nk
  - Reputation – Taylor Swift

### Dance/Electronic
Najlepsze nagranie muzyki dance
- „Electricity” – Silk City & Dua Lipa featuring Diplo & Mark Ronson
  - „Northern Soul” – Above and Beyond featuring Richard Bedford
  - „Ultimatum” – Disclosure featuring Fatoumata Diawara
  - „Losing It” – Fisher
  - „Ghost Voices” – Virtual Self

Najlepszy album muzyki dance/elektronicznej
- Woman Worldwide – Justice
  - Singularity – Jon Hopkins
  - Treehouse – Sofi Tukker
  - Oil of Every Pearl’s Un-Insides – Sophie
  - Lune Rouge – TOKiMONSTA

### Rock
Najlepsza piosenka rockowa
- „Masseduction” – Jack Antonoff & Annie Clark
  - „Black Smoke Rising” – Greta Van Fleet
  - „Jumpsuit” – Tyler Joseph
  - „Mantra” – Jordan Fish, Matthew Kean, Lee Malia, Matthew Nicholls & Oliver Sykes
  - „Rats” – Tom Dalgety & A Ghoul Writer

Najlepszy album rockowy
- From the Fires – Greta Van Fleet
  - Rainier Fog – Alice in Chains
  - Mania – Fall Out Boy
  - Prequelle – Ghost
  - Pacific Daydream – Weezer

Najlepszy występ rockowy
- „When Bad Does Good” – Chris Cornell
  - „Four Out of Five” – Arctic Monkeys
  - „Made an America” – The Fever 333
  - „Highway Tune” – Greta Van Fleet
  - „Uncomfortable” – Halestorm

Najlepszy występ metalowy
- „Electric Messiah” – High on Fire
  - „Condemned to the Gallows” – Between the Buried and Me
  - „Honeycomb” – Deafheaven
  - „Betrayer” – Trivium
  - „On My Teeth” – Underoath

### Muzyka alternatywna
Najlepszy album alternatywny
- Colors – Beck Hansen
  - Utopia – Björk
  - Tranquility Base Hotel & Casino – Arctic Monkeys
  - American Utopia – David Byrne
  - Masseduction – St. Vincent

### R&B
Najlepsza piosenka R&B
- „Boo’d Up” – Larrance Dopson, Joelle James, Ella Mai & Dijon McFarlane
  - „Come Through and Chill” – Jermaine Cole, Miguel Pimentel & Salaam Remi
  - „Feels Like Summer” – Donald Glover & Ludwig Göransson
  - „Focus” – Darhyl Camper Jr., H.E.R. & Justin Love
  - „Long as I Live” – Paul Boutin, Toni Braxton & Antonio Dixon

Najlepszy album R&B
- H.E.R. – H.E.R.
  - Sex & Cigarettes – Toni Braxton
  - Good Thing – Leon Bridges
  - Honestly – Lalah Hathaway
  - Gumbo Unplugged – PJ Morton

Najlepszy występ R&B
- „Best Part” – H.E.R. featuring Daniel Caesar
  - „Long as I Live” – Toni Braxton
  - „Summer” – The Carters
  - „Y O Y” – Lalah Hathaway
  - „First Began” – PJ Morton

Najlepszy występ tradycyjnego R&B
- „Bet Ain’t Worth the Hand” – Leon Bridges
- „How Deep Is Your Love” – PJ Morton featuring Yebba
  - „Don’t Fall Apart on Me Tonight” – Bettye LaVette
  - „Honest” – MAJOR.
  - „Made for Love” – Charlie Wilson featuring Lalah Hathaway

Najlepszy album Urban Contemporary
- Everything is Love – The Carters
  - The Kids Are Alright – Chloe x Halle
  - Chris Dave and the Drumhedz – Chris Dave i the Drumhedz
  - War & Leisure – Miguel
  - Ventriloquism – Me’shell Ndegeocello

### Rap
Najlepszy album hip-hopowy
- Invasion of Privacy – Cardi B
  - Swimming – Mac Miller
  - Victory Lap – Nipsey Hussle
  - Daytona – Pusha T
  - Astroworld – Travis Scott

Najlepsza piosenka rapowa
- Drake – God’s Plan
  - Kendrick Lamar, Jay Rock, Future & James Blake – King’s Dead
  - Eminem feat. Joyner Lucas – Lucky You
  - Travis Scott, Drake, Big Hawk & Swae Lee – Sicko Mode
  - Jay Rock – Win

Najlepsza Współpraca Rapowa/Śpiewana
- „This Is America” – Childish Gambino
  - „Like I Do” – Christina Aguilera featuring Goldlink
  - „Pretty Little Fears” – 6lack featuring J. Cole
  - „All the Stars” – Kendrick Lamar & SZA
  - „Rockstar” – Post Malone featuring 21 Savage

Najlepszy występ hip-hopowy
- „Bubblin” – Anderson.Paak
- „Sicko Mode” – Travis Scott, Drake, Big Hawk & Swae Lee
  - „Be Careful” – Cardi B
  - „Nice for What” – Drake
  - „King’s Dead” – Kendrick Lamar, Jay Rock, Future & James Blake

### Country
Najlepszy album country
- Golden Hour – Kacey Musgraves
  - Unapologetically – Kelsea Ballerini
  - Port Saint Joe – Brothers Osborne
  - Girl Going Nowhere – Ashley McBryde
  - From A Room: Volume 2 – Chris Stapleton

Najlepsza piosenka country
- Luke Laird, Shane McAnally & Kacey Musgraves – „Space Cowboy”
  - Jessie Jo Dillon, Chase McGill & Jon Nite – „Break Up in the End”
  - Tom Douglas, David Hodges & Maren Morris – „Dear Hate”
  - Rhett Akins, Ross Copperman, Ashley Gorley & Ben Hayslip – „I Lived It”
  - Nicolle Galyon, Jordan Reynolds & Dan Smyers – „Tequila”
  - Hillary Lindsey, Chase McGill & Lori McKenna – „When Someone Stops Loving You”

### New Age
Najlepszy album New Age
- Opium Moon – Opium Moon
  - Hiraeth – Lisa Gerrard & David Kuckhermann
  - Beloved – Snatam Kaur
  - Molecules of Motion – Steve Roach
  - Moku Maluhia: Peaceful Island – Jim Kimo West

### Jazz
Najlepszy jazzowy album wokalny
- The Window – Cécile McLorin Salvant
  - My Mood Is You – Freddy Cole
  - The Questions – Kurt Elling
  - The Subject Tonight Is Love – Kate McGarry z Keith Ganz & Gary Versace
  - If You Really Want – Raul Midón z Metropole Orkest dyrygowana przez Vince Mendoza

Najlepszy jazzowy album instrumentalny
- Emanon – The Wayne Shorter Quartet
  - Diamond Cut – Tia Fuller
  - Live in Europe – Fred Hersch Trio
  - Seymour Reads the Constitution! – Brad Mehldau Trio
  - Still Dreaming – Joshua Redman, Ron Miles, Scott Colley & Brian Blade

### Gospel
Najlepszy album gospel
- Hiding Place – Tori Kelly
  - One Nation Under God – Jekalyn Carr
  - Make Room – Jonathan McReynolds
  - The Other Side – The Walls Group
  - A Great Work – Brian Courtney Wilson

### Muzyka latynoamerykańska
Najlepszy album muzyki latino
- Sincera – Claudia Brant
  - Prometo – Pablo Alborán
  - Musas, Vol. 2 – Natalia Lafourcade
  - 2:00 AM – Raquel Sofía
  - Vives – Carlos Vives

### Reggae
Najlepszy album muzyki reggae
- 44/876 – Sting & Shaggy
  - As the World Turns – Black Uhuru
  - Reggae Forever – Etana
  - Rebellion Rises – Ziggy Marley
  - A Matter of Time – Protoje

### American Roots
Najlepszy amerykański album
- By the Way, I Forgive You – Brandi Carlile
  - Things Have Changed – Bettye LaVette
  - The Tree of Forgiveness – John Prine
  - The Lonely, the Lonesome & the Gone – Lee Ann Womack
  - One Drop of Truth – The Wood Brothers

### World Music
Najlepszy album World Music
- Freedom – Soweto Gospel Choir
  - Deran – Bombino
  - Fenfo – Fatoumata Diawara
  - Black Times – Seun Kuti & Egypt 80
  - The Lost Songs of World War II – Yiddish Glory

### Dzieci
Najlepszy album dziecięcy
- All the Sounds – Lucy Kalantari & The Jazz Cats
  - Building Blocks – Tim Kubart
  - Falu’s Bazaar – Falu
  - Giants of Science – The Pop Ups
  - The Nation of Imagine – Frank & Deane